# Бурмистров, Александр Борисович
Алекса́ндр Бори́сович Бурми́стров (1941 — 11 июля 2018) — советский и российский актёр театра и кино. Заслуженный артист Российской Федерации (1997).

## Биография
Родился в 1941 году.
Начав работать монтировщиком декораций в Московском городском театре кукол, увлёкся кукольным искусством и поступил в студию при театре, после окончания которой в 1967 году служил в этом театре актёром до 1969 года. Сыграл Бодрикура в спектакле Бориса Аблынина «Жаворонок» по одноимённой пьесе Жана Ануя.
В 1975 году Бурмистров устроился актёром в Московский областной театр кукол, где и был замечен Семёном Самодуром, который предложил показаться Сергею Образцову.
В 1977 году был принят актёром в Государственный центральный театр кукол, сразу же получив роль клоуна Августа в премьерном спектакле «Три толстяка».
Сыгранные Бурмистровым кукольные театральные персонажи всегда получали восторженные отзывы и от прессы и от зрителей.
Ушёл из жизни 11 июля 2018 года.

## Роли в театре Образцова
| Название                   | Роль           |
| -------------------------- | -------------- |
| «Три толстяка»             | клоун Август   |
| «Необыкновенный концерт»   |                |
| «Дон Жуан»                 |                |
| «Волшебная лампа Аладдина» | Визирь         |
| «Геракл»                   | Геракл         |
| «Божественная комедия»     | Создатель      |
| «Таинственный гиппопотам»  | Удав Устин     |
| «По щучьему веленью»       | Царь           |
| «Принцесса и эхо»          | сержант Тонино |
| «Хитрый Ёжик»              | Ёж             |
| «Веселые медвежата»        | Дедушка        |
| «Полоумный Журден»         | Журден         |
| «Комедия ошибок»           | Бальтазар      |

## Озвучивание мультфильмов
- 1963 — Ку-ка-ре-ку!
- 1976 — Приключения капитана Врунгеля (1—3 серии)
- 1977 — Приключения капитана Врунгеля (4—6 серии)
- 1981 — Алиса в стране чудес
- 1982 — Алиса в Зазеркалье
- 1984 — Доктор Айболит (1 серия)

## Награды и призы
- 1997 — заслуженный артист Российской Федерации — за заслуги в области искусства[3]

## Критика
Сергей Образцов называл Александра Бурмистрова высокопрофессиональным артистом-кукольником, обладающим колоритной и своеобразной индивидуальностью.